# 鳥居滋夫
鳥居 滋夫（とりい しげお、1933年 - 2007年2月23日）は、元文化放送・フジテレビのアナウンサー。

## 来歴・人物
静岡県出身。1951年、静岡県立静岡城内高等学校卒業。早稲田大学卒業。1956年に文化放送に入社、1959年から開局したばかりのフジテレビへ出向。1962年、フジテレビに転籍する。『プロ野球ニュース』（第1期、1961年 - 1965年）の司会を務めたほか、競馬など、各種スポーツの実況も担当していた。2007年2月23日、肺がんのため死去。

### 競馬実況
1960年代半ばから1970年代前半まで『競馬中継』（現在は『みんなのKEIBA』）のメイン実況を務めた。最初に旧八大競走の実況を行なったのは、1963年の皐月賞（優勝馬・メイズイ）。以後、1960年代半ばから同終わりまで、東京競馬場、中山競馬場で行われた重賞競走の実況を行っていた。
1970年あたりから一部、旧八大競走の実況を8年後輩の盛山毅に譲るようになり、旧八大競走としては1973年の優駿牝馬（オークス。優勝馬・ナスノチグサ）が最後の実況となった。そして、1973年の東京優駿（日本ダービー）では司会およびパドックの進行のみに回り、同レースの実況を盛山が初めて担当することになったことを契機に、以後のメイン実況は盛山、サブ実況は10年後輩の大林宏がそれぞれ務めることになったため、競馬実況からも降りることになった。

## エピソード
- スタートからテンポあるしゃべり口が特徴。そして、出走各馬が道中いったい何番手にいるのかや、少なくとも着順掲示板（5着まで）に入った馬を確実に伝えた[5]。
- 中には、「伝説の競馬実況アナ」という人もいる。それは、『競馬中継』の解説者であった赤木駿介が、のちに雑誌『優駿』のコラムなどで、「彼は歴代の競馬アナの中で五指に入る」などと絶賛していたことでも分かる。
- 後にフジテレビ競馬中継のメイン実況を受け継ぐことになる盛山毅と比べて、騎手の名前を実況中に出すことはあまり多くなく、連呼することに至ってはほとんど無かった。
  - 騎手名をレース中に口にした例としては、例えば1969年の東京優駿が挙げられる。当時前人未到の3度目のダービージョッキーを目指していた保田隆芳騎乗のミノルが、先頭を走るダイシンボルガードを懸命に追っていたところ、保田が最後のダービー騎乗であることも知っていた[6]のか、「保田押した!」を連呼した（ミノルは結局クビ差届かず、2着に惜敗）。
  - 1972年のスプリングステークス[7]では、僅か5頭立て（つまり参加していた騎手は僅か5人）だったにも拘らず、3コーナー過ぎでオノデンベンケイに騎乗していた吉永正人騎手の名を（「今日は抑える作戦に出ております吉永騎手」）、直線では前年の3歳[8]チャンピオンであり大本命と見られていた関西の「怪物」ヒデハヤテ騎乗の福永洋一騎手の名を「先頭はヒデハヤテ、押しております福永騎手」とレース中に出している。
  - また、鞍上が乗り替わっている場合に乗り替わった騎手名を告げることもあった（例・1965年有馬記念でのシンザン：栗田勝→松本善登、1970年皐月賞でのアローエクスプレス：柴田政人→加賀武見）。
- 口癖は、「先頭は断然、○○」。1966年の東京優駿（優勝馬・テイトオー）、1967年秋の天皇賞及び有馬記念（優勝馬・カブトシロー）、1968年の東京優駿（優勝馬・タニノハローモア）などで出てくる。
- アサデンコウが勝った1967年の東京優駿では、大粒の雨が降り続いていた影響で視界が悪く、第3 - 4コーナー付近で各馬の位置取りがまったく分からなくなってしまったことから、解説の赤木に、「赤木さん、（1番人気の）リュウズキ、今何番手ぐらいですか?」と尋ねている[9]。
- 競馬実況を引退したのはまだ40代と若かったため、慰留されたときには「もう心臓が続かないんです・・・」と答えている[9]。
- 1965年の有馬記念で、「シンザンが消えた!」というフレーズを使った、という話があるが、実況では、「まだシンザンが出ない、まだシンザンが出ない、シンザン出たか!シンザン出たか!シンザン出た!シンザン出た!・・・シンザンゴールイン!シンザン五冠馬達成!」となっており、当該のフレーズは出ていない[9]。
- 1970年の東京優駿では、鞍上の安田伊佐夫に対し、人気のタニノムーティエが偶数馬番（10番）にもかかわらず先にゲート入りさせ[10]、馬をいらつかせていたことから、「これでは偶数番号に入った意味がないですよねぇ」と批判している。

## 過去の出演番組

### フジテレビ時代
- プロ野球ニュース
- 競馬中継
- プロ野球中継

## 主な実況歴
GI級レース
- 皐月賞 1963年 - 1973年
- 優駿牝馬 1963年 - 1971年、1973年
- 東京優駿 1963年 - 1972年
- スプリンターズステークス 1972年
- 天皇賞（秋） 1963年 - 1969年、1971年
- 朝日杯3歳ステークス 1963年、1967年
- 有馬記念 1963年 - 1972年

その他
- 金杯（東） 1973年
- 東京新聞杯 1972年
- 目黒記念 1971年、1973年
- ダイヤモンドステークス 1973年
- 弥生賞 1968年、1970年、1973年
- スプリングステークス 1968年、1970年、1972年
- 4歳牝馬特別 (東) 1973年
- NHK杯 1965年、1970年、1971年
- 牝馬東京タイムズ杯 1971年
- 京成杯3歳ステークス 1971年
- クモハタ記念 1963年

## 主な出典
- 以下は「真夜中テレビ」（関西テレビ）で放送された、『G1レース集』。
  - 『日本ダービー大全集』（1987年）
  - 『有馬記念レース集』（1988年）
- 名馬物語（関西テレビ）

## 関連人物
- 山田祐嗣
- 露木茂
- 永島信道
- 浪久圭司
- 逸見政孝
- 松倉悦郎
- 盛山毅
- 松本暢章
- 杉本清